# 陸漢洋
陸漢洋（英語：William Lok，1973年10月7日—），香港賽車手。出生於香港，父親為香港建築界人士公和建築創辦人陸孝佩，母親為聖安娜餅店創辦人。畢業於美國波士頓東北大學金融及市場系雙學士後回港創業
2010年開始發展其賽車手生涯，活躍於中國及亞洲區的房車賽和跑車賽事。
2018年9月18日在加拿大與2008年多倫多華裔小姐和2009年國際中華小姐冠軍苟芸慧註冊結婚，並於2018年10月19日在香港新界上水雙魚河鄉村會所補擺喜酒。 二人於2025年離婚。

## 外部連結
- 陸漢洋的Facebook專頁